# Peregrine Maitland
Peregrine Maitland (Longparish, 6 luglio 1777 – Londra, 30 maggio 1854) è stato un crickettista e generale britannico.

## Origini
Nacque a Longparish, Hampshire, primogenito di cinque figli di Thomas Maitland di Lyndhurst (m. 1798) e di sua moglie Jane, a sua volta figlia di Edward Mathew, generale delle Coldstream Guards, e della moglie Lady Jane (m. 21 agosto 1793), figlia di Peregrine Bertie, II duca di Ancaster e Kesteven. Thomas Maitland era proprietario di piantagioni nella parrocchia di St. Thomas Middle Island sull'isola di St. Christopher.

## Carriera militare
Si arruolò nei Grenadier Guards all'età di 15 anni come alfiere. Servì nelle Fiandre nel 1794, e in questo periodo fu promosso tenente. Nel 1798 partecipò al fallimentare sbarco di Ostenda. Durante la guerra d'indipendenza spagnola combatté nella battaglia di Vigo e nella battaglia di La Coruña, nella quale si guadagnò una medaglia. Nel 1809 prese parte alla spedizione di Walcheren. Durante l'ultima fase della guerra d'indipendenza spagnola fu secondo in comando del suo reggimento a Cadice e nella battaglia di Siviglia.
Si distinse a Quatre-Bras e nella battaglia di Waterloo. Promosso il 3 giugno 1815 a maggior generale, fu assegno al I corpo di Guglielmo II dei Paesi Bassi. Il secondo giorno di battaglia a Waterloo comandò due battaglioni del 1º guardie granatieri, ognuno composto da 1000 uomini. Qui, il 18 giugno, guidò le guardie nella respinta dell'assalto francese della Vecchia guardia. Per quanto fatto nei successivi scontri di Waterloo, il 22 giugno 1815 si guadagnò i titoli di Cavaliere Commendatore dell'Ordine del Bagno, l'Ordine di Guglielmo e l'Ordine di San Vladimiro.
Nel 1818 fu nominato tenente governatore dell'Alto Canada, e sostenne il Family Compact che dominava la provincia. Tentò di cancellare e riformare le tendenza pro-americane della colonia. Il suo incarico in Alto Canada terminò nel 1828, quando fu nominato tenente governatore della Nuova Scozia, carica che ricoprì da 1828 al 1834.
Maitland si trasferì in India dove nel 1836 divenne comandante in capo dell'esercito di Madras, con il quale rimase due anni. Nel 1844 divenne governatore di Capo di Buona Speranza, ma perse la carica durante le guerre di Frontiera del Capo. Il 6 aprile 1852 fu nominato Cavaliere di Gran Croce dell'Ordine del Bagno.

## Tenente governatore della Nuova Scozia
Maitland divenne tenente governatore della Nuova Scozia il 29 novembre 1828, ed ottenne in concomitanza l'incarico di comandante in capo delle forze della regione atlantica. La sua rigida condotta morale ebbe un impatto sulla società di Halifax.
Maitland fu responsabile della soluzione raggiunta per Pictou Academy. Gestendo immigrazione e colonizzazione, concesse terreni a Cape Breton a spese della corona, in modo che 4000 immigrati potessero essere sistemati legalmente.
Nell'ottobre 1832 Maitland si trasferì in Inghilterra, probabilmente per problemi di salute, ed il governo fu trasferito a Thomas Nickleson Jeffery. Nonostante abbia proseguito una relazione epistolare dall'Inghilterra, non fece più ritorno in America settentrionale e lasciò l'incarico di tenente governatore della Nuova Scozia a Colin Campbell nel luglio 1834.

## Carriera di cricketista
Maitland fu un cricketista che ebbe 27 apparizioni in gare di major cricket dal 1798 al 1808.
Fu principalmente legato al Marylebone Cricket Club (MCC) ma giocò anche per il Surrey e l'Hampshire.

## Famiglia
Peregrine Maitland fu il primo dei cinque figli di Thomas Maitland (m. 1797) e Jane Mathew (1759-1830), figlia del generale Mathew. Aveva tre sorelle, la più vecchia delle quali si chiamava Jane e sposò nel 1800 un tenente colonnello del 3º Guardie di fanteria. La zia materna di Maitland sposò James Austin, fratello di Jane Austen.
Maitland si sposò due volte: la prima volta l'8 giugno 1803 a St George's, Hanover Square (Westminster) con Louisa (m. 1805), figlia di Edward Crofton, II baronetto, e la seconda nel quartier generale del duca di Wellington durante l'occupazione di Parigi, il 9 ottobre 1815, con Sarah Lennox (1792–1873), una delle sorelle Lennox, figlia del IV duca di Richmond. Si dice che fuggì con la seconda moglie nonostante il parere sfavorevole del padre di lei. Dalla prima moglie ebbe un figlio, Peregrine Maitland, nato il 1º maggio 1804. Dalla seconda moglie ebbe almeno sette figli:
- Sarah (1817–1900), che sposò Thomas Bowes Forster (1802–1870), tenente colonnello dell'esercito di Madras
- Charlotte Caroline Maitland (9 dicembre 1817-8 gennaio 1897) che il 17 luglio 1837 sposò John George Turnbull (10 agosto 1790-2 gennaio 1872)
- Charles Lennox Brownlow Maitland (27 settembre 1823-5 gennaio 1891)
- Jane Bertie Maitland (circa 1826-27 aprile 1885)
- Emily Sophia Maitland (1827-16 dicembre 1891) che sposò il 13 gennaio 1846 Frederick Herbert Kerr (30 settembre 1818-gennaio 1896)
- George Maitland (1830-1831) sepolto presso la chiesa di San Paolo (Halifax)
- Eliza Mary Maitland (1832-14 luglio 1857) che sposò John Desborough (24 gennaio 1824-14 gennaio 1918)
- Georgina Louisa Maitland (dopo il 1832-5 gennaio 1852) sposò il 2 gennaio 1844 Thomas Eardley Wilmot Blomefield (m. 15 gennaio 1896)
- Horatio Lennox Arthur Maitland (13 marzo 1834-29 marzo 1904)[7]

Fu sepolto presso la chiesa di San Paolo di Tongham a Surrey

## Maitland nella fiction
Nel suo romanzo I miserabili, Victor Hugo afferma che fu Maitland (o Colville) a chiedere la resa alla Guardia imperiale ed a ricevere la risposta del generale Cambronne che diceva "Merde".

## Retaggio
Maitland (Nuova Scozia) prende da lui il nome. Maitland Street, a Dartmouth, in Nuova Scozia è dedicata a lui. La chiesa anglicana di San Giovanni Evangelista a Niagara Falls (Canada) fu costruita nel 1825 grazie allo sforzo di Peregrine Maitland. La chiesa rimase in uso fino al 1957.
In Sudafrica Maitland (Città del Capo), un piccolo sobborgo industriale e residenziale, il fiume Maitland ad ovest di Port Elizabeth e numerose strade sono dedicate a lui.

## Ascendenza
|                    |                |                                                  | Genitori                                     |  |  | Nonni |  |  | Bisnonni |  |  | Trisnonni |  |
|                    |                |                                                  |                                              |  |  |       |  |  | …        |  |  | …         |  |
|                    |                |                                                  |                                              |  |  |       |  |  | …        |  |  | …         |  |
|                    |                | …                                                |                                              |  |  |       |  |  | …        |  |  |           |  |
| Richard Maitland   |                |                                                  |                                              |  |  |       |  |  | …        |  |  |           |  |
|                    |                | …                                                | …                                            |  |  |       |  |  |          |  |  |           |  |
|                    |                | …                                                | …                                            |  |  |       |  |  |          |  |  |           |  |
|                    |                | …                                                | …                                            |  |  |       |  |  |          |  |  |           |  |
| Thomas Maitland    |                | …                                                |                                              |  |  |       |  |  |          |  |  |           |  |
|                    |                | …                                                | …                                            |  |  |       |  |  |          |  |  |           |  |
|                    |                | …                                                | …                                            |  |  |       |  |  |          |  |  |           |  |
|                    |                | …                                                | …                                            |  |  |       |  |  |          |  |  |           |  |
| …                  |                | …                                                |                                              |  |  |       |  |  |          |  |  |           |  |
|                    |                | …                                                | …                                            |  |  |       |  |  |          |  |  |           |  |
|                    |                | …                                                | …                                            |  |  |       |  |  |          |  |  |           |  |
|                    |                | …                                                | …                                            |  |  |       |  |  |          |  |  |           |  |
| Peregrine Maitland |                | …                                                |                                              |  |  |       |  |  |          |  |  |           |  |
|                    | William Mathew | William Mathew                                   |                                              |  |  |       |  |  |          |  |  |           |  |
|                    | William Mathew | William Mathew                                   |                                              |  |  |       |  |  |          |  |  |           |  |
|                    | William Mathew | Katherine Remée                                  |                                              |  |  |       |  |  |          |  |  |           |  |
| Edward Mathew      | William Mathew |                                                  |                                              |  |  |       |  |  |          |  |  |           |  |
|                    |                | Anne Smith                                       | Daniel Smith                                 |  |  |       |  |  |          |  |  |           |  |
|                    |                | Anne Smith                                       | Daniel Smith                                 |  |  |       |  |  |          |  |  |           |  |
|                    |                | Anne Smith                                       | Elizabeth Mead                               |  |  |       |  |  |          |  |  |           |  |
| Eliza Mathew       |                | Anne Smith                                       |                                              |  |  |       |  |  |          |  |  |           |  |
|                    |                | Peregrine Bertie, II duca di Ancaster e Kesteven | Robert Bertie, I duca di Ancaster e Kesteven |  |  |       |  |  |          |  |  |           |  |
|                    |                | Peregrine Bertie, II duca di Ancaster e Kesteven | Robert Bertie, I duca di Ancaster e Kesteven |  |  |       |  |  |          |  |  |           |  |
|                    |                | Peregrine Bertie, II duca di Ancaster e Kesteven | Mary Wynn                                    |  |  |       |  |  |          |  |  |           |  |
| Jane Bertie        |                | Peregrine Bertie, II duca di Ancaster e Kesteven |                                              |  |  |       |  |  |          |  |  |           |  |
|                    |                | Jane Brownlow                                    | John Brownlow, III baronetto                 |  |  |       |  |  |          |  |  |           |  |
|                    |                | Jane Brownlow                                    | John Brownlow, III baronetto                 |  |  |       |  |  |          |  |  |           |  |
|                    |                | Jane Brownlow                                    | Alice Sherard                                |  |  |       |  |  |          |  |  |           |  |
|                    |                | Jane Brownlow                                    |                                              |  |  |       |  |  |          |  |  |           |  |